# Uçarlı, Lice
Uçarlı là một xã thuộc huyện Lice, tỉnh Diyarbakır, Thổ Nhĩ Kỳ. Dân số thời điểm năm 2008 là 397 người.